# Долинка (Черкасская область)
Долинка (укр. Долинка) — село в Уманском районе Черкасской области Украины.
Население по переписи 2001 года составляло 680 человек. Почтовый индекс — 19112. Телефонный код — 4746.

## История
В 1946 году указом ПВС УССР село Яцковица переименовано в Долинку.

## Местный совет
19112, Черкасская обл., Монастырищенский р-н, с. Долинка, ул. Мира, 17а